# ۱۸ رجب
۱۸ رجب، هجدهمین روز از ماه رجب در تقویم هجری قمری است.
در تقویم هجری قمری قراردادی این روز صد و نود و پنجمین روز سال است.

## وقایع
- ۱۲۶۷ – موکب ناصرالدین‌شاه قاجار بعد از آنکه در ۸ رجب به قزوین وارد شده بود در این روز از قزوین به سمت عراق عجم حرکت کرد.[۱]